# نادي روجومبيروك
نادي روجومبيروك (بالإنجليزية: MFK Ružomberok)‏ هو فريق كرة قدم من مدينة روجومبيروك في سلوفاكيا، أُسس بتاريخ 1906، يلعب في دوري السوبر السلوفاكي، في Štadión pod Čebraťom ‏، يدرب النادي Norbert Hrnčár ‏.

## وصلات خارجية
- صفحة بيانات نادي روجومبيروك على موقع كووورة، تاريخ الوصول: 22 سبتمبر 2018.
- الموقع الرسمي